# William D. Foster
William D. Foster, o William Foster (1884 – Los Angeles, 15 aprile 1940), è stato un produttore cinematografico e regista statunitense.
È conosciuto anche con il nome Juli Jones Jr.
Fu un pioniere dell'industria cinematografica afroamericana, il primo a creare una compagnia black, la Foster Photoplay Company, fondata a Chicago nel 1910. Fu anche attore e scrittore con lo pseudonimo Juli Jones. Tra le sue altre attività, va ricordata anche quella di agente teatrale per numerose stelle del vaudeville come Bert Williams e George Walker.

## Biografia
William Foster iniziò la sua carriera con il nome Juli Jones come giornalista sportivo per il Chicago Defender, un giornale locale afroamericano, scrivendo anche per altre testate. Fu addetto stampa della coppia formata da Bert Williams e George Walker, lavorando come agente e manager per il Pekin Theater di Chicago che, all'epoca, era un locale molto conosciuto di spettacoli di vaudeville. Il lavoro di Foster nel mondo dello spettacolo lo portò a frequentare l'industria cinematografica tanto da indurlo a decidere di fondare lui stesso una propria casa di produzione. Nel 1910, avrebbe creato infatti la Foster Photoplay Company, una compagnia che viene accreditata per essere stata la prima società indipendente formata tutta da afroamericani. Foster diresse The Railroad Porter, una comica del genere di quelle della Keystone, che è il primo black film della storia. Foster aprì la strada ad altri produttori neri come Peter P. Jones con la sua Peter P. Jones Film Company, George Johnson e la Lincoln Motion Picture Company o la Ebony Film Corp.
William D. Foster morì il 15 aprile 1940 a Los Angeles all'età di 55 anni.

## Filmografia
- The Railroad Porter (1912)
- The Fall Guy (1912)
- The Barber (1912)